# Aksena
Aksena – bohaterka powieści Elizy Orzeszkowej Dziurdziowie; postać charakterystyczna.
Niewidoma staruszka, babcia i opiekunka Pietrusi. Aksena miała ogromne doświadczenie życiowe, znała stare zwyczaje i rytuały. Zajmowała się m.in. znachorstwem, opowiadaniem bajek i wróżeniem.

## Wygląd zewnętrzny Akseny
"Sucha to już wtedy i bardzo stara była babina, z twarzą, która wyglądała tak, jakby ją kto z żółtej kości wyrzeźbił, i z oczami zaszłymi jakąś białą polewą. Nos miała długi i spiczasty, wargi tak wyschłe i żółte, że ich prawie widać nie było,czoło w tysiąc drobnych zmarszczek sfałdowane. Przyodziewek jej był tak mały, że można było uwierzyć, że zarobi nań sobie, na pamięć przędząc. Samodziałowa sina spódnica, fartuch, koszula gruba i czepek z czarnej bawełnicy tak ściśle i gładko oblepiający głowę, że trochę tylko białych jak mleko włosów wydobywając się spod niego otaczało jej czoło".